# Myiodactylus osmyloides
Myiodactylus osmyloides är en insektsart som beskrevs av Brauer 1866. Myiodactylus osmyloides ingår i släktet Myiodactylus och familjen Nymphidae. Inga underarter finns listade i Catalogue of Life.